# Шауб, Юлиус
Юлиус Шауб (нем. Julius Schaub; 20 августа 1898, Мюнхен — 27 декабря 1967, Мюнхен) — с 1940 года и до конца войны шеф-адъютант Адольфа Гитлера, обергруппенфюрер СС (21.06.1944).

## Биография
Шауб родился в Мюнхене, Бавария, окончил общеобразовательную школу и аптекарскую профессиональную школу в Мюнхене. С 1917 по 1920 гг. он был солдатом.
Шауб познакомился с Гитлером в Мюнхене в 1919 году, когда оба жили в одной казарме. 10 октября 1920 г. Шауб вступил в НСДАП (номер билета 81). Шауб принял участие в пивном путче 8-9 ноября 1923 года в Мюнхене, за участие в котором в мае 1924 года был осужден на один год и три месяца тюремного заключения. Шауб вступил в СС (номер 7), в которых дослужился до чина обергруппенфюрера.
В качестве одного из личных адъютантов Гитлера Шауб с 1920 по 1945 год постоянно находился рядом с Гитлером. Хорошие отношения со своим шефом проявились среди прочего в том, что Гитлер присутствовал в качестве свидетеля на свадьбе Шауба.
Шауб был депутатом рейхстага с 1936 по 1945 гг.
В конце 1940 года он стал шеф-адъютантом А. Гитлера, сменив на этом посту Вильгельма Брюкнера.
23 апреля 1945 года Гитлер приказал с января находившемуся вместе с ним в фюрербункере Шаубу сжечь все его личные вещи и документы в его квартире в Мюнхене и Оберзальцберге, что Шауб и выполнил, после чего также по распоряжению фюрера он проследил за уничтожением личного поезда Гитлера.
После капитуляции Германии 8 мая 1945 года Шауб был арестован неподалёку от Берхтесгадена американскими войсками и находился до 1949 года в различных лагерях для интернированных. В ходе процесса денацификации Шауб не был обвинён в совершении преступлений в период с 1933 по 1945 годы, но был классифицирован как «попутчик».
Остаток жизни провёл в Мюнхене, работая аптекарем. Умер в конце 1967 года.

## Награды
- Орден крови
- Почётный знак Кобург
- Шеврон старого бойца
- Данцигский крест 2-го класса
- Золотой партийный знак НСДАП (№ 81)
- Медаль За выслугу лет в НСДАП в бронзе, серебре и золоте
- Кольцо «Мёртвая голова»
- Почётная сабля рейхсфюрера СС